# Union ibérique
1580–1640
Entités précédentes :
- Royaume de Portugal
- Monarchie catholique

Entités suivantes :
- Royaume de Portugal
- Monarchie catholique
- République catalane

L'Union ibérique est l'expression historiographique sous laquelle est désignée l'union dynastique des monarchies espagnole et portugaise de 1580 à 1640.
L'unification de la péninsule ibérique est une ambition récurrente chez les monarques médiévaux. Sanche III de Navarre et Alphonse VII de Castille portent tous les deux le titre Imperator Totius Hispaniæ, « Empereur de toute l'Hispanie ». Elle faillit se réaliser dans les dernières années du XVe siècle, lorsque la mort de Jean d'Aragon fit de son neveu Don Miguel de la Paz l'héritier présomptif de Castille, d'Aragon et de Portugal.
L'histoire du Portugal, de la crise successorale de 1580 aux premiers monarques de la dynastie de Bragance, est une période de transition.
L'Empire colonial portugais était déjà près de son apogée au début de cette période. Il continue de jouir d'une grande influence dans le monde après que Vasco de Gama est parvenu à atteindre l'Inde en naviguant le long des côtes de l'Afrique en 1497-1498. L'exploit de Gama achève les efforts d'exploration initiés par Henri le Navigateur et ouvre une route océanique au très rentable commerce des épices en Europe, contournant le Moyen-Orient.
Tout au long du XVIIe siècle, les attaques toujours plus nombreuses, l'encerclement des comptoirs commerciaux portugais à l'est par les Néerlandais, les Anglais et les Français et les intrusions de plus en plus fréquentes de ces derniers dans la traite négrière atlantique, compromettent le quasi-monopole du Portugal sur le marché océanique lucratif des épices et de la traite des esclaves. Le royaume entame un long déclin. Dans une moindre mesure, le détournement de la richesse provenant du Portugal par la monarchie des Habsbourg pour aider les catholiques de la guerre de Trente Ans et la lutte contre les Néerlandais ont également contribué à l'affaiblissement de la solidité financière du Portugal. Ces événements et ceux qui ont eu lieu à la fin de la dynastie des Aviz et de la période de l'Union ibérique ont conduit le Portugal à un état de dépendance à l'égard de ses colonies, en premier lieu l'Inde puis le Brésil. Ce déplacement de dépendance de l'Inde au Brésil est la conséquence de la montée des empires néerlandais et britannique qui se sont développés à partir de leurs colonies de l'Est. Un transfert similaire se produit après l'indépendance du Brésil, le Portugal se recentrant dès lors sur ses possessions coloniales en Afrique.

## Naissance de l'Union ibérique
La bataille des Trois Rois, en 1578, voit à la fois la mort du jeune roi Sébastien Ier de Portugal et la fin de la dynastie d'Aviz. Le successeur de Sébastien, le cardinal Henri Ier, a 66 ans.
La mort d'Henri ouvre une crise dynastique qui oppose les trois petits-enfants de Manuel Ier, prétendants au trône : Catherine de Portugal (mariée à Jean Ier de Bragance), Antoine de Portugal, prieur de Crato, et Philippe II d'Espagne.
Antoine est acclamé roi de Portugal, sous le nom d'Antoine Ier, par les habitants de Santarém le 24 juillet 1580, puis dans de nombreuses villes et villages à travers le pays.

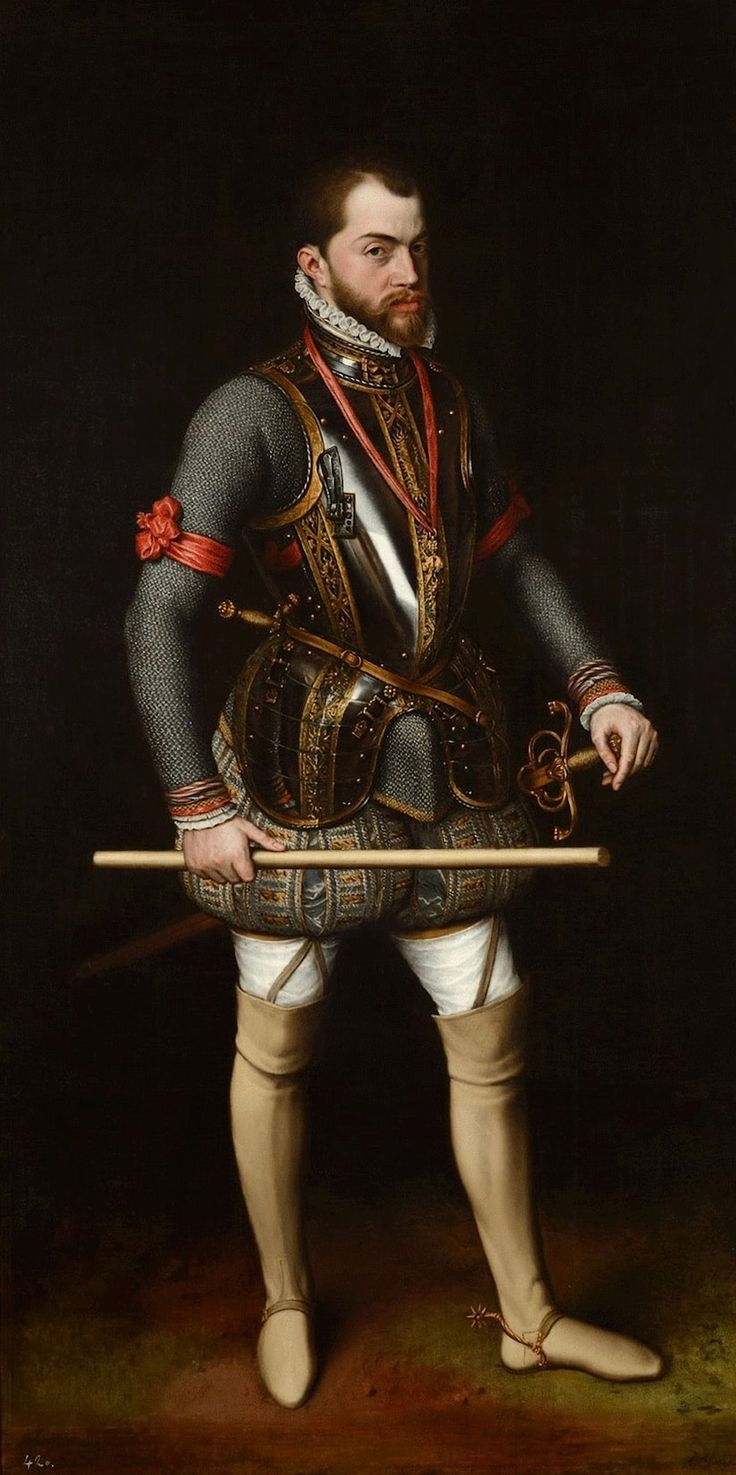
Philippe Ier de Portugal (II d'Espagne).

Certains membres du Conseil des gouverneurs du Portugal, qui soutiennent Philippe II, déclarent ce dernier successeur légitime d'Henri. Philippe II marche sur le Portugal et défait les troupes loyales à Antoine lors de la bataille d'Alcántara. Les tercios, commandés par le 3e duc d'Albe, occupent le pays et atteignent Lisbonne. Le duc d'Albe s'y empare d'un immense trésor et autorise à ses soldats le sac de la banlieue et des environs.
Philippe d'Espagne est couronné Philippe Ier de Portugal en 1581 et reconnu par les Cortes de Tomar. Le règne de la dynastie portugaise des Habsbourg (également appelée dynastie Philippine) commence.

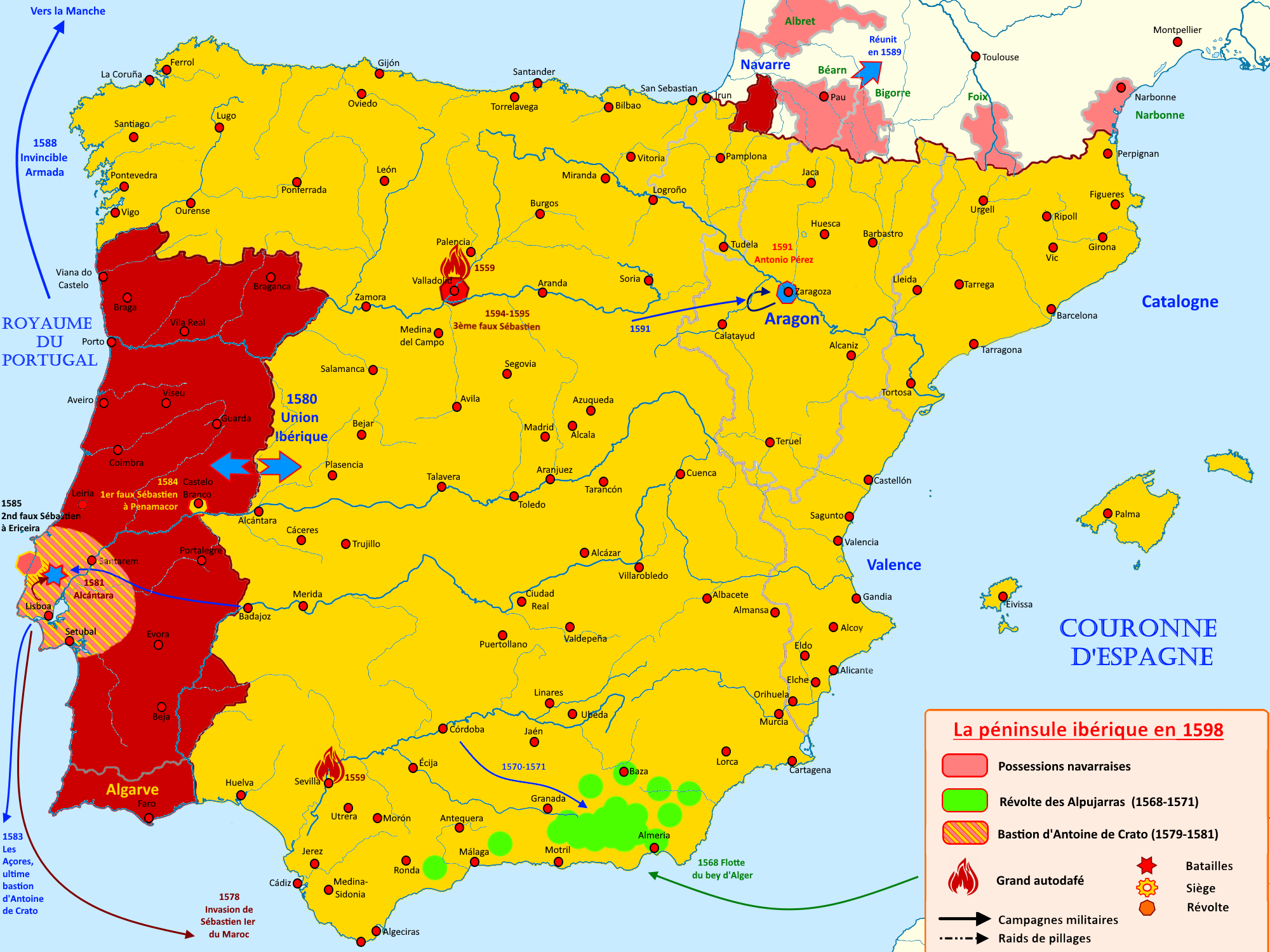
Carte de la péninsule ibérique en 1598.

Le prestige du Portugal est préservé par les deux premiers rois de l'Union ibérique, Philippe Ier et son fils Philippe II de Portugal. Philippe II d'Espagne jouissait de la popularité de sa mère l'impératrice Isabelle de Portugal et de ses rapports privilégiés avec certains membres de la noblesse portugaise, comme son favori Rui Gomes da Silva, prince d'Eboli. Les deux monarques maintiennent une maison portugaise du roi au sein de la cour royale, où tous les postes sont donnés à des naturels de ce pays. Le royaume conserve en outre son indépendance juridique, monétaire et administrative. Il est même proposé de déplacer la capitale royale à Lisbonne.
Cependant, l'union des deux monarchies prive le Portugal d'une politique étrangère séparée et les ennemis de l'Espagne deviennent ceux du Portugal. Or, l'Angleterre est un allié du Portugal depuis le traité de Windsor de 1386. La guerre entre l'Espagne et l'Angleterre conduit à une détérioration des relations avec le Portugal, leur plus ancien allié, et à la perte d'Ormuz.
La guerre contre les Néerlandais conduit à la perte de nombreux pays d'Asie, comme Ceylan (aujourd'hui Sri Lanka).
Des intérêts commerciaux au Japon, en Afrique (Mina) et en Amérique du Sud sont également perdus, le Brésil est partiellement conquis par la France et les Dix-Sept Provinces. Les Néerlandais profitent de cette période de faiblesse des Portugais pour occuper de nombreux territoires au Brésil et y gagner l'accès aux plantations de canne à sucre. Jean-Maurice de Nassau-Siegen, est nommé gouverneur du Brésil en 1637 par la Compagnie néerlandaise des Indes occidentales. Il arrive à Recife, dans le port de Pernambouc, en janvier 1637. Par une série d'expéditions, il étend progressivement les possessions néerlandaises dans le Sergipe, au sud de São Luís de Maranhão. Il conquiert également les possessions portugaises d'Elmina au Ghana, São Tomé et de São Paulo de Luanda en Angola, sur la côte occidentale de l'Afrique.
Après la dissolution de l'Union ibérique en 1640, le Portugal rétablit son autorité sur les territoires perdus de l'Empire colonial portugais. Les intrusions des Néerlandais au Brésil ont été durables et pénibles pour le Portugal. Les Dix-Sept Provinces occupent une grande partie de la côte brésilienne, dont Bahia, Salvador, Recife, Pernambouc, Paraíba, Rio Grande do Norte, Ceará et Sergipe, tandis que les corsaires néerlandais chassent les navires portugais dans l'océan Atlantique et l'océan Indien. Une grande partie de Bahia et sa capitale, Salvador, d'importance stratégique, sont reconquises rapidement par une puissante expédition militaire ibérique en 1625 et servent de base pour la reprise des autres zones contrôlées par les Néerlandais. Les autres régions, plus petites, moins développées, sont récupérés par étape et débarrassées des pirates néerlandais dans les deux décennies suivantes par la résistance locale et les expéditions portugaises.

## Le déclin de l'Union et la révolte du Portugal
Philippe III (IV d'Espagne) succède à Philippe II avec une approche différente des questions portugaises. L'augmentation des taxes affecte principalement les marchands portugais. La noblesse portugaise commence à perdre de son influence à la cour d'Espagne. Les fonctions gouvernementales du Portugal sont occupées par des Espagnols.
En fin de compte, Philippe III tente de faire du Portugal une province royale et les nobles portugais perdent tous leurs pouvoirs.

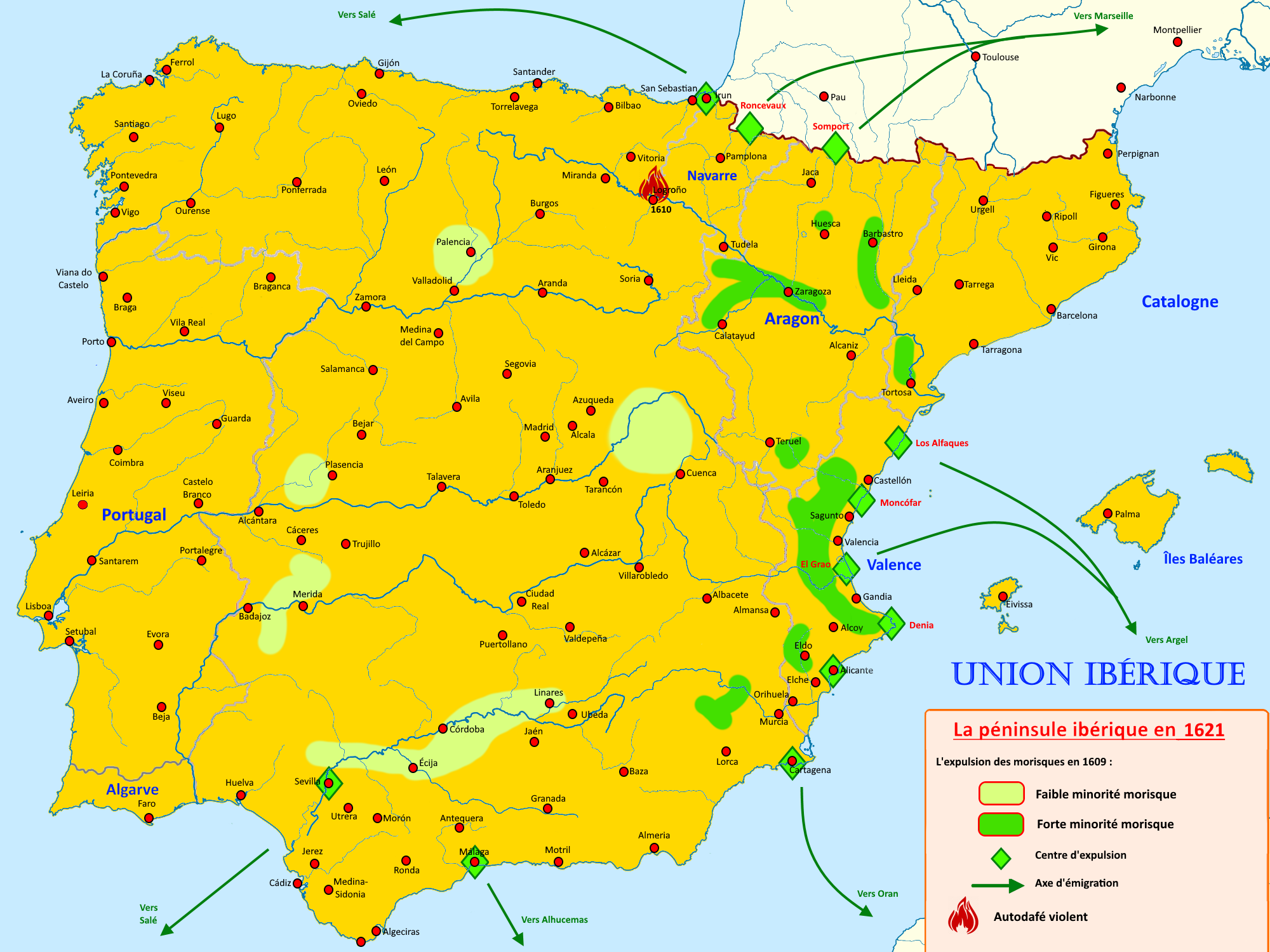
L'Union ibérique sous Philippe III.

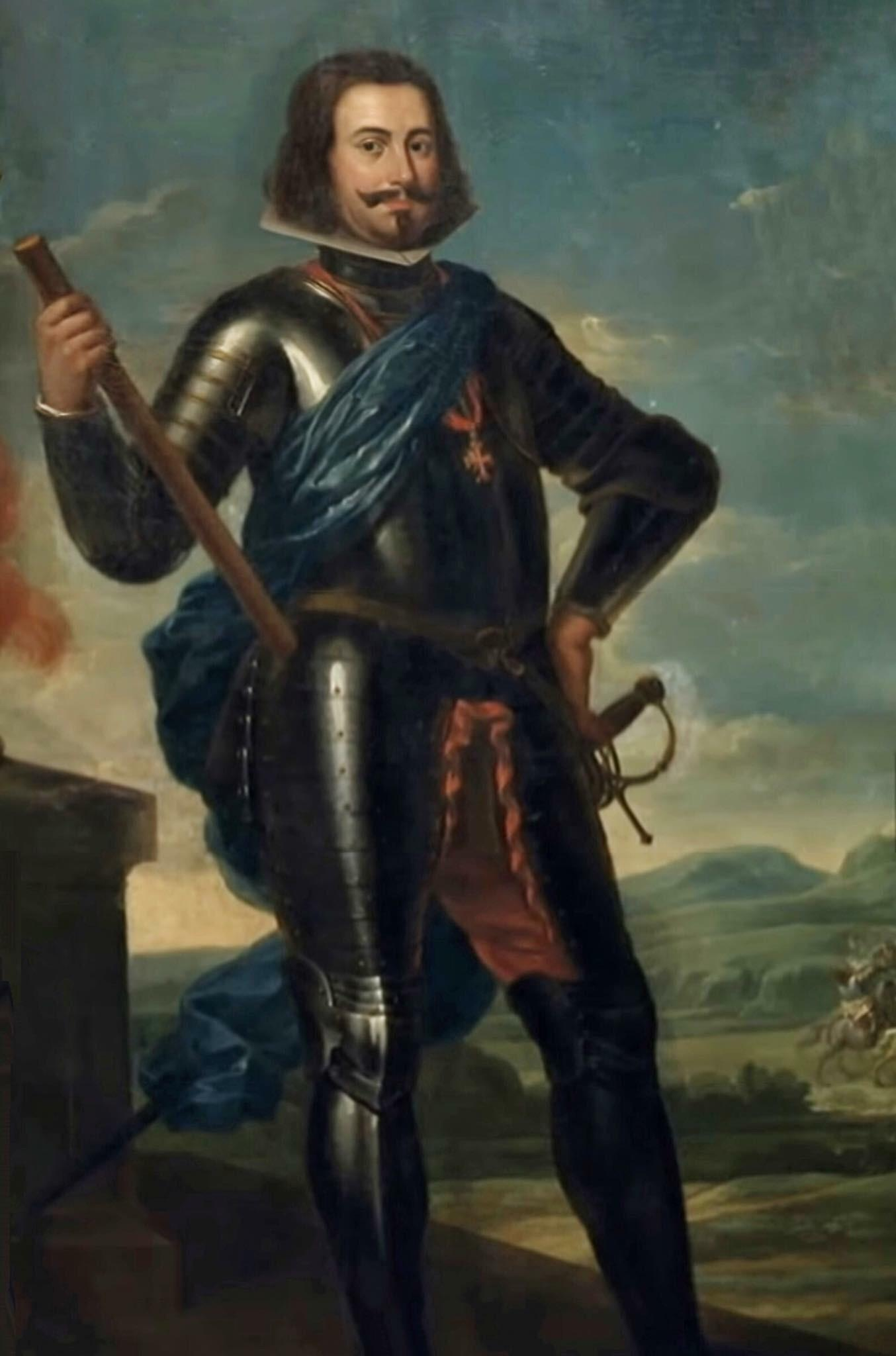
Jean IV de Portugal.

Cette situation aboutit à une révolte de la noblesse et de la haute bourgeoisie, le 1er décembre 1640, soixante ans après le couronnement de Philippe Ier. Le complot est organisé par Antão Vaz de Almada (pt), Miguel de Almeida (pt) et João Pinto Ribeiro.
Ils assassinent, avec plusieurs complices, le secrétaire d'État Miguel de Vasconcelos et emprisonnent la cousine du roi, la duchesse Marguerite de Mantoue, qui gouverne le Portugal en son nom. Le moment est bien choisi, les troupes de Philippe sont, à l'époque, engagées dans la guerre de Trente Ans et doivent également faire face à une révolution en Catalogne.
Le soutien de la population est immédiat, et bientôt, Jean, 8e duc de Bragance, est acclamé roi de Portugal sous le nom de Jean IV. Dès le 2 décembre 1640, Jean envoie une lettre au conseil municipal d'Évora en tant que souverain du pays.

## Guerre de Restauration et fin de l'Union
La guerre de Restauration contre Philippe III (c'est-à-dire, Philippe IV d'Espagne) qui s'ensuit consiste essentiellement en batailles près de la frontière.
Les Portugais sortent victorieux des plus significatives : Montijo (1644), Elvas (1659), Estremoz (1663), Castelo Rodrigo (1664), et Montes Claros (1665).
Ces victoires sont rendues possibles grâce aux mesures prises par Jean IV pour renforcer ses troupes. Le 11 décembre 1640, un « Conseil de Guerre » est créé pour coordonner toutes les opérations. Le roi crée ensuite le « Conseil des Frontières » pour s'occuper des fortifications proches de la frontière, de la défense hypothétique de Lisbonne, des garnisons et des ports maritimes. En décembre 1641, une lieutenance est créée pour assurer la modernisation des forteresses, payée par des taxes. Jean IV organise également l'armée avec la restauration de l’ordenança (armée de troisième ligne composée de conscrits créée par le roi Sébastien Ier) et développe une intense activité diplomatique axée sur le rétablissement de bonnes relations avec l'Angleterre.
Après plusieurs victoires décisives, Jean IV du Portugal tente de faire la paix, mais Philippe IV d'Espagne ne reconnaît la nouvelle dynastie que sous le règne d'Alphonse VI, fils de Jean IV, au cours de la régence de Pierre de Bragance (le futur Pierre II de Portugal).

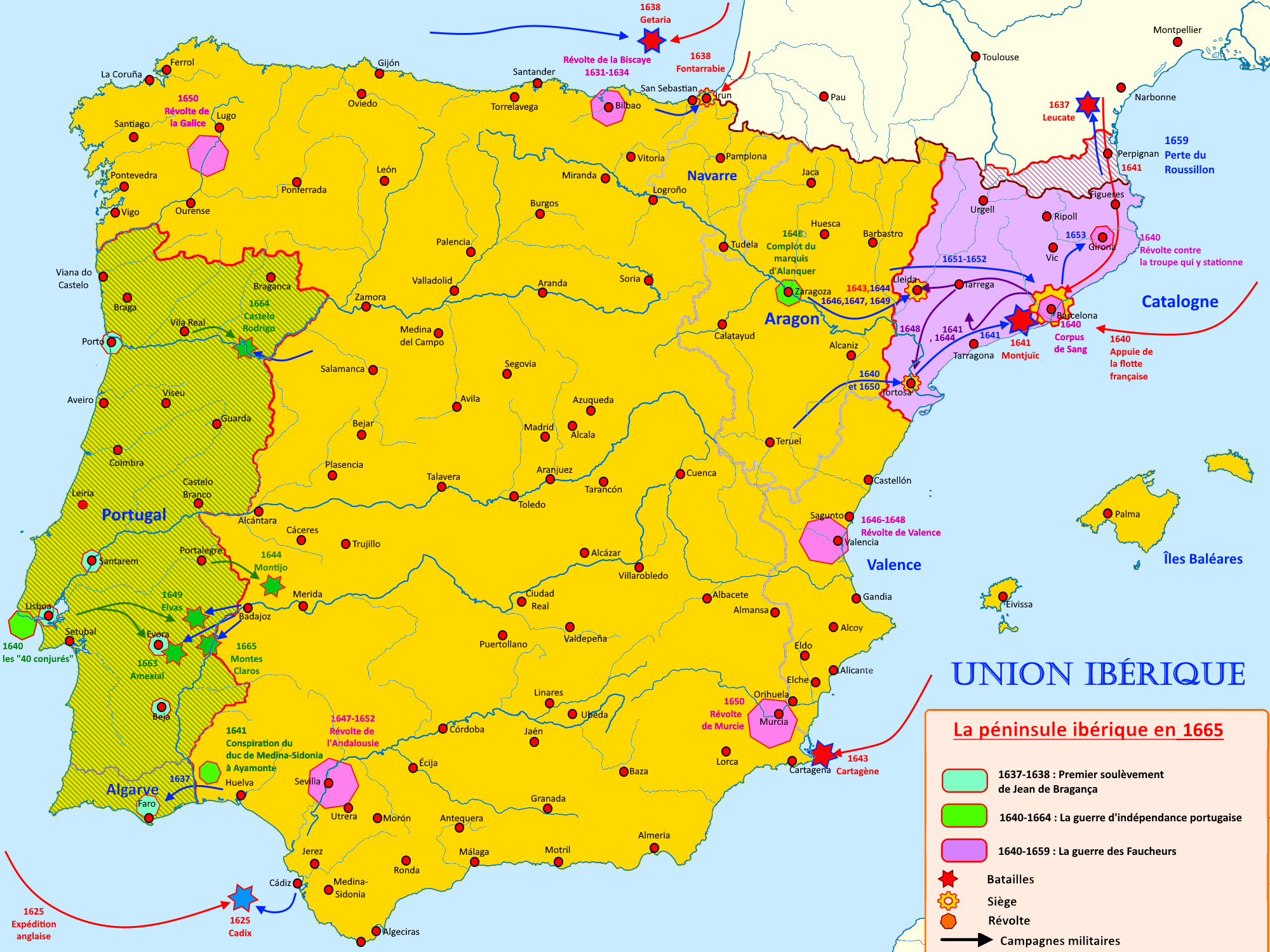
La fin de l'Union Ibérique de 1640 à 1668.

## Origines de la maison de Bragance
La maison royale de Bragance du Portugal commence avec Jean IV. Les ducs de la maison de Bragance appartiennent à une branche de la maison des Aviz créée par Alphonse V de Portugal pour son oncle Alphonse Ier de Bragance, fils illégitime du roi Jean Ier, premier roi de la maison des Aviz.
Les Bragance comptent rapidement parmi les familles les plus puissantes du royaume et, au cours des décennies suivantes, s'unissent avec la ligne principale de la famille royale portugaise. En 1565, Jean Ier de Bragance épouse la princesse Catherine, petite-fille du roi Manuel Ier. Ce lien avec la famille royale s'avère déterminant dans la montée de la maison de Bragance. Catherine est un des plus sérieux prétendants du trône au cours de la crise dynastique de 1580 mais doit s'effacer face à son cousin Philippe II d'Espagne. Finalement, son petit-fils devient Jean IV de Portugal.
Jean IV est un monarque bien-aimé, un mécène des beaux-arts et de la musique ainsi qu'un excellent compositeur et écrivain sur des sujets musicaux. Il rassemble une des plus grandes bibliothèques du monde. Parmi ses écrits, se trouvent une défense de Giovanni Pierluigi da Palestrina et une défense de la musique moderne (Lisbonne, 1649). Jean meurt en 1656. Sa veuve, Louise-Marie Françoise de Guzmán, régente pour son fils Alphonse, organise le mariage de leur fille Catherine au roi Charles II d'Angleterre en 1661. Tanger, Bombay et 1 000 000 livres sterling constituent sa dot.

## Voir également